# Craugastor adamastus
Craugastor adamastus is een kikker uit de familie Craugastoridae. De soort werd voor het eerst wetenschappelijk beschreven door Jonathan Atwood Campbell in 1994. Oorspronkelijk werd de wetenschappelijke naam Eleutherodactylus adamastus gebruikt.
De soort is endemisch in Guatemala.